# Prva slovenska nogometna liga 2019-2020
La Prva slovenska nogometna liga 2019-2020 (in lingua italiana: Primo campionato calcistico sloveno 2019-2020), detta anche Prva liga Telekom Slovenije 2019-2020 per motivi di sponsorizzazione, abbreviata in 1. SNL 2019-2020, è stata la ventinovesima edizione della massima serie del campionato di calcio sloveno, si concluse con la vittoria del Celje, al suo primo titolo.
Iniziò il 13 luglio 2019 e si sarebbe dovuta concludere il 15 maggio 2020. Ma, a causa della pandemia di COVID-19, venne interrotta il l'11 marzo 2020, ripresa il 5 giugno e si concluse il 22 luglio seguente.
Capocannoniere del torneo fu Ante Vukušić (Olimpia Lubiana), con 26 reti.
Nel ranking UEFA 2019-20, la 1. SNL si piazzò al 38º posto (32º nel quinquennale 2015-2020).

## Stagione

### Novità
Al termine della stagione precedente il Krško, ultimo classificato, è stato retrocesso in 2. SNL, così come il Gorica, perdente dello spareggio promozione/retrocessione. Sono stati invece promossi in 1. SNL il Bravo, primo classificato in 2. SNL, e il Tabor Sežana, vincitore dello spareggio.

### Formula
Le squadre partecipanti sono dieci e disputano un doppio girone di andata e ritorno per un totale di 36 partite.

La squadra campione di Slovenia è ammessa al primo turno di qualificazione della UEFA Champions League 2020-2021.

Le squadre classificate al secondo e terzo posto, così come la vincitrice della coppa nazionale, sono ammesse al primo turno di qualificazione della UEFA Europa League 2020-2021.

La penultima classificata disputa uno spareggio promozione-retrocessione contro la seconda classificata della 2. SNL mentre l'ultima classificata retrocede direttamente in 2. SNL.

## Squadre partecipanti
| Club            | Città         | Stadio                      | Stagione precedente  |
| --------------- | ------------- | --------------------------- | -------------------- |
| Aluminij        | Kidričevo     | Športni park Aluminij       | 6º posto in 1. SNL   |
| Bravo           | Lubiana       | Športni park Ljubljana      | 1º posto in 2. SNL   |
| Celje           | Celje         | Arena Petrol                | 5º posto in 1. SNL   |
| Domžale         | Domžale       | Domžale Sports Park         | 3º posto in 1. SNL   |
| Maribor         | Maribor       | Ljudski vrt                 | Campione di Slovenia |
| NŠ Mura         | Murska Sobota | Fazanerija                  | 4º posto in 1. SNL   |
| Olimpia Lubiana | Lubiana       | Stadio Stožice              | 2º posto in 1. SNL   |
| Rudar Velenje   | Velenje       | Stadio municipale Ob Jezeru | 7º posto in 1. SNL   |
| Tabor Sežana    | Sesana        | Rajko Štolfa                | 2º posto in 2. SNL   |
| Triglav         | Kranj         | Štadion Stanka Mlakarja     | 8º posto in 1. SNL   |

## Classifica finale
|                     | Pos. | Squadra         | Pt | G  | V  | N  | P  | GF | GS | DR  |
| ------------------- | ---- | --------------- | -- | -- | -- | -- | -- | -- | -- | --- |
| Slovenia (bandiera) | 1.   | Celje           | 69 | 36 | 19 | 12 | 5  | 74 | 36 | +38 |
|                     | 2.   | Maribor         | 67 | 36 | 20 | 7  | 9  | 66 | 39 | +27 |
|                     | 3.   | Olimpia Lubiana | 67 | 36 | 20 | 7  | 9  | 73 | 44 | +29 |
| [ 7 ]               | 4.   | NŠ Mura         | 56 | 36 | 14 | 14 | 8  | 54 | 42 | +12 |
|                     | 5.   | Aluminij        | 55 | 36 | 16 | 7  | 13 | 58 | 48 | +10 |
|                     | 6.   | Bravo           | 49 | 36 | 13 | 10 | 13 | 50 | 53 | -3  |
|                     | 7.   | Tabor Sežana    | 46 | 36 | 13 | 7  | 16 | 45 | 51 | -6  |
|                     | 8.   | Domžale         | 43 | 36 | 12 | 7  | 17 | 52 | 64 | -12 |
|                     | 9.   | Triglav         | 32 | 36 | 9  | 5  | 22 | 44 | 87 | -43 |
|                     | 10.  | Rudar Velenje   | 12 | 36 | 0  | 12 | 24 | 28 | 80 | -52 |

Legenda:
      Campione di Slovenia e ammessa alla UEFA Champions League 2020-2021
      Ammesse al primo turno di UEFA Europa League 2020-2021
 Ammessa allo spareggio promozione-retrocessione
      Retrocessa in 2. SNL 2020-2021
Note:
Tre punti a vittoria, uno a pareggio, zero a sconfitta.
La classifica viene stilata secondo i seguenti criteri:
- Punti conquistati
- Punti conquistati negli scontri diretti
- Differenza reti negli scontri diretti
- Reti realizzate negli scontri diretti
- Differenza reti generale
- Reti totali realizzate

## Risultati

### Prima fase
|                 | Alu  | Bra  | Cel | Dom  | Mar  | Mur  | Oli  | Rud  | Tab  | Tri  |
| --------------- | ---- | ---- | --- | ---- | ---- | ---- | ---- | ---- | ---- | ---- |
| Aluminij        | –––– | 5-1  | 0-0 | 4-2  | 0-2  | 2-0  | 1-0  | 1-1  | 3-0  | 2-1  |
| Bravo           | 0-1  | –––– | 2-2 | 0-0  | 0-1  | 3-3  | 0-2  | 2-1  | 1-0  | 1-0  |
| Celje           | 0-0  | 2-2  | -   | 2-1  | 2-1  | 2-2  | 1-3  | 3-0  | 2-0  | 4-0  |
| Domžale         | 1-1  | 2-0  | 3-5 | –––– | 0-1  | 0-0  | 1-4  | 2-2  | 1-0  | 3-0  |
| Maribor         | 2-1  | 4-0  | 1-0 | 4-1  | –––– | 0-0  | 0-0  | 5-0  | 4-2  | 1-2  |
| NŠ Mura         | 2-4  | 4-3  | 1-0 | 3-0  | 1-1  | –––– | 3-1  | 2-0  | 1-0  | 2-2  |
| Olimpia Lubiana | 3-1  | 3-1  | 2-2 | 4-2  | 2-4  | 1-1  | –––– | 6-0  | 2-0  | 4-2  |
| Rudar Velenje   | 1-2  | 1-4  | 3-3 | 2-3  | 1-1  | 1-2  | 0-3  | –––– | 2-2  | 1-1  |
| Tabor Sezana    | 0-2  | 3-1  | 1-0 | 2-1  | 4-1  | 1-1  | 1-2  | 1-1  | –––– | 2-0  |
| Triglav         | 1-0  | 1-0  | 0-6 | 2-3  | 1-3  | 1-3  | 2-3  | 3-2  | 3-2  | –––– |

### Seconda fase
|                 | Alu  | Bra  | Cel | Dom  | Mar  | Mur  | Oli  | Rud  | Tab  | Tri  |
| --------------- | ---- | ---- | --- | ---- | ---- | ---- | ---- | ---- | ---- | ---- |
| Aluminij        | –––– | 1-2  | 0-2 | 2-5  | 1-4  | 1-3  | 1-2  | 1-0  | 0-2  | 8-1  |
| Bravo           | 0-0  | –––– | 1-2 | 2-1  | 0-3  | 1-0  | 1-2  | 1-1  | 2-1  | 1-0  |
| Celje           | 2-0  | 2-2  | -   | 4-1  | 2-0  | 1-0  | 2-2  | 2-0  | 1-1  | 2-2  |
| Domžale         | 1-3  | 1-1  | 1-1 | –––– | 1-2  | 1-2  | 0-1  | 2-1  | 2-1  | 2-1  |
| Maribor         | 3-0  | 1-2  | 1-2 | 2-1  | –––– | 3-2  | 1-1  | 3-0  | 0-0  | 0-2  |
| NŠ Mura         | 1-1  | 1-1  | 3-1 | 0-1  | 1-2  | –––– | 1-1  | 1-1  | 3-2  | 2-0  |
| Olimpia Lubiana | 0-1  | 0-5  | 0-1 | 0-1  | 1-0  | 1-0  | –––– | 5-0  | 1-2  | 0-2  |
| Rudar Velenje   | 1-3  | 1-3  | 0-2 | 2-3  | 1-1  | 0-0  | 1-1  | –––– | 0-1  | 0-1  |
| Tabor Sezana    | 1-1  | 0-0  | 0-4 | 2-1  | 4-1  | 1-2  | 0-3  | 1-0  | –––– | 3-1  |
| Triglav         | 1-4  | 1-4  | 0-5 | 1-1  | 1-3  | 1-1  | 3-7  | 3-0  | 1-2  | –––– |

## Spareggio promozione-retrocessione
Lo spareggio si gioca tra la 9ª classificata in 1. SNL e la 2ª classificata in 2. SNL.
|         | Risultati |         | Luogo e data                |  |
| ------- | --------- | ------- | --------------------------- |  |
| Gorica  | 1−1       | Triglav | Nova Gorica, 26 luglio 2020 |  |
| Triglav | 0−5       | Gorica  | Kranj, 30 luglio 2020       |  |

## Statistiche

### Classifica marcatori
| Gol |  |  | Giocatore       | Squadra              |
| --- |  |  | --------------- | -------------------- |
| 26  |  |  | Ante Vukušić    | Olimpia Lubiana      |
| 23  |  |  | Dario Vizinger  | Celje                |
| 18  |  |  | Mitja Lotrič    | Celje                |
| 15  |  |  | Aljoša Matko    | Bravo                |
| 15  |  |  | Ante Živković   | Aluminij             |
| 14  |  |  | Rok Kronaveter  | Maribor              |
| 14  |  |  | Predrag Sikimić | Tabor Sežana/Domžale |
| 13  |  |  | Amadej Maroša   | NŠ Mura              |
| 12  |  |  | Luka Bobičanec  | NŠ Mura              |
| 11  |  |  | Arnel Jakupović | Domžale              |
| 10  |  |  | Ivan Božić      | Celje                |
| 10  |  |  | Luka Menalo     | Olimpia Lubiana      |
| 10  |  |  | Senijad Ibričić | Domžale              |
| 10  |  |  | Endri Çekiçi    | Olimpia Lubiana      |
| 10  |  |  | Luka Zahovič    | Maribor              |